# Élections générales irlandaises de 1923
L’élection générale irlandaise de 1923 s'est tenue le 27 août 1923. 153 députés sont élus et siègent au Dáil Éireann.

## Mode de scrutin
Les élections générales irlandaises se tiennent suivant un scrutin proportionnel plurinominal avec scrutin à vote unique transférable. En effet, le Ceann Comhairle, qui préside le Dáil Éireann, est automatiquement réélu, conformément à l'article 16, alinéa 6, de la Constitution.

## Résultats

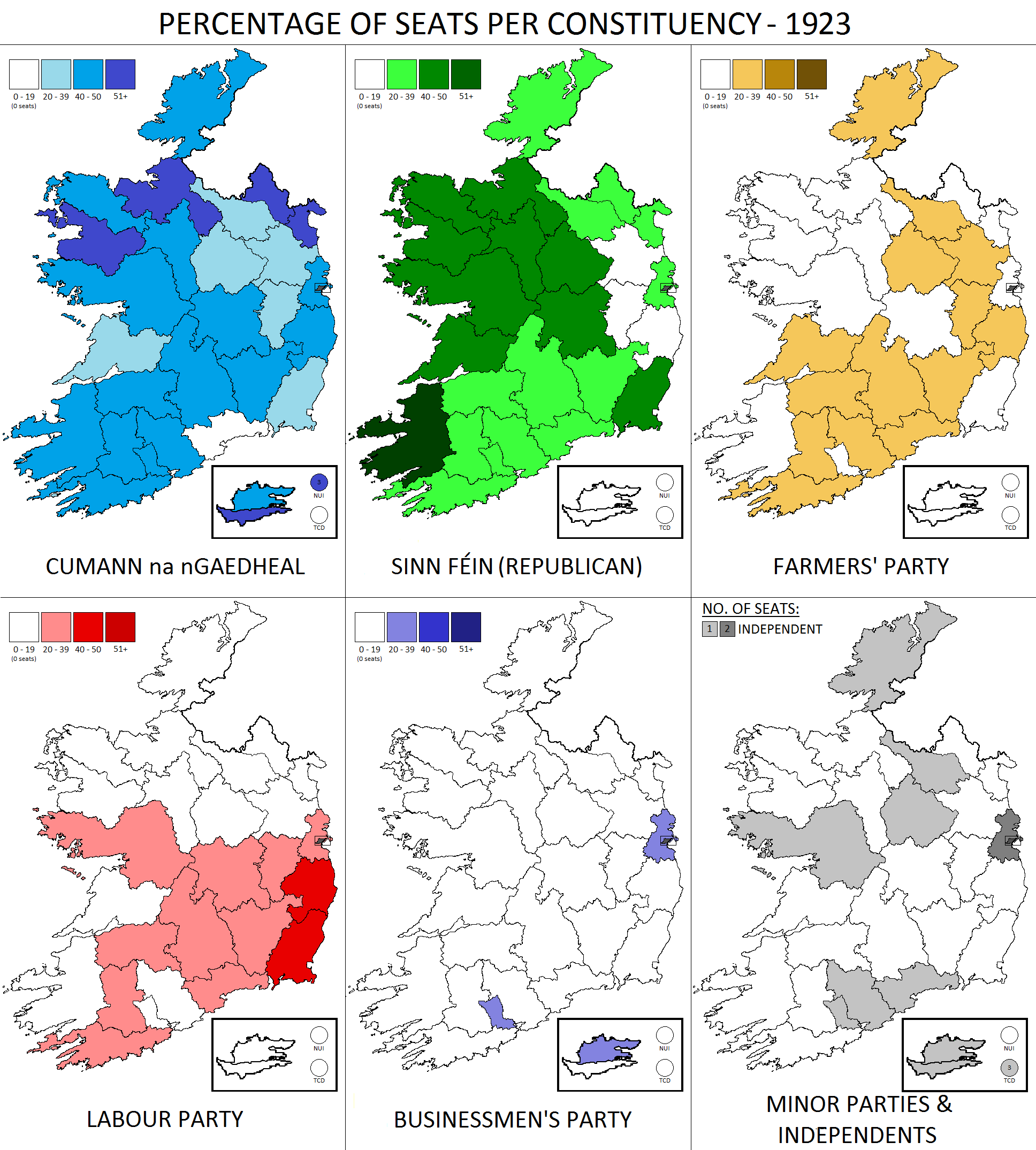
Résultats par circonscription

Résultats par circonscription

| Parti                                                      | Parti                         | Leader               | Voix      | %      | +/-  | Sièges | +/-        | % du Dáil |
| ---------------------------------------------------------- | ----------------------------- | -------------------- | --------- | ------ | ---- | ------ | ---------- | --------- |
|                                                            | Cumann na nGaedhael           | William T. Cosgrave  | 410 695   | 39,0 % | 0,5  | 63     | 5          | 41,2      |
|                                                            | Républicains                  | Éamon de Valera      | 288 794   | 27,4 % | 5,6  | 44     | 8          | 28,7      |
|                                                            | Parti des agriculteurs        | Denis Gorey          | 127 184   | 12,1 % | 4,3  | 15     | 8          | 9,8       |
|                                                            | Parti travailliste            | Thomas Johnson       | 111 939   | 10,6 % | 10,7 | 14     | 3          | 9,2       |
|                                                            | Parti des hommes d'affaires   |                      | 9 648     | 0,9 %  | 1,4  | 2      | 2          | 1,3       |
|                                                            | Cork Progressive Association  |                      | 6 588     | 0,6 %  |      | 2      |            | 1,3       |
|                                                            | Parti national-démocratique   |                      | 4 968     | 0,5 %  |      | 0      |            | 0         |
|                                                            | Dublin Trades Council         | P. T. Daly           | 3 847     | 0,4 %  |      | 0      |            | 0         |
|                                                            | Association des contribuables |                      | 2 620     | 0,2 %  | 0,2  | 0      | stagnation | 0         |
|                                                            | Town Tenants' Association     |                      | 1 803     | 0,2 %  |      | 0      |            | 0         |
|                                                            | Indépendants                  | Indépendants         | 85 869    | 8,1 %  | 0,3  | 13     | 4          | 8,5       |
| Votes blancs et nuls                                       | Votes blancs et nuls          | Votes blancs et nuls | 40 047    |        |      |        |            |           |
| Total                                                      | Total                         | Total                | 1 094 002 | 100 %  |      | 153    | 25         | 100       |
| Participation                                              | Participation                 | Participation        | 1 786 318 | 61,3 % |      |        |            |           |
| Un gouvernement Cumann na nGaedhael minoritaire est formé. |                               |                      |           |        |      |        |            |           |